# ماریا سیلوان
ماریا سیلوان (انگلیسی: Maria Silfvan; ۲۵ مارس ۱۸۰۲ – ۱۰ سپتامبر ۱۸۶۵) بازیگر تئاتر اهل فنلاند بود.